# Kopli
Kopli est un quartier de l'arrondissement de Tallinn-Nord à Tallinn en Estonie.

## Géographie
En 2019, il compte 6 667 habitants.
Le quartier est situé sur la péninsule de Kopli, adjacente d'un côté à la baie de Paljassaare et de l'autre à la baie de Kopli.
Le quartier de Kopli borde Paljassaare et Pelguranna et sa superficie est de 2,82 km2.
Ce quartier essentiellement populaire est majoritairement russophone.
Les rues du quartier sont: Alasi tänav, Amburi tänav, Ankru tänav, Kaevuri tänav, Kaluri tänav, Ketta tänav, Kilbi tänav, Klaasi tänav, Kopli tänav, Kopliranna tänav, 1. liin, 2. liin, 3. liin, 4. liin, 5. liin, Liinivahe tänav, Maleva põik, Maleva tänav, Marati tänav, Meeruse tänav, Neeme põik, Neeme tänav, Pardiloigu tänav, Pelguranna tänav, Pärnulõuka tänav, Sepa tänav, Sirbi tänav, Süsta tänav, Treiali tänav, Turvise tänav, Uus-Maleva tänav et Vasara tänav.

## Population
| 2008  | 2010  | 2011  | 2012  | 2013  | 2014  | 2015  |
| ----- | ----- | ----- | ----- | ----- | ----- | ----- |
| 7 405 | 7 390 | 7 138 | 7 094 | 7 112 | 7 163 | 7 240 |

| 2016  | 2017  | 2018  | 2019  | 2020  | 2021  | 2022  |
| ----- | ----- | ----- | ----- | ----- | ----- | ----- |
| 7 186 | 7 082 | 6 953 | 6 667 | 6 628 | 6 685 | 6 722 |

## Lieux et monuments
- Kopli tn 69c - Cimetière de Kopli;
- Kopli tn 98 - École professionnelle de Kopli[9] ;
- Kopli tn 101 – Académie de la marine estonienne[10] ;
- Kopli tn 102A - Lycée d'art de Tallinn[11] ;
- Kopli tn 103 - Chantier naval du BLRT Grupp[12] ;
- Kopli tn 104 - Jardin d'enfants de Kopli ;
- Kopli tn 106 - Parc aux bouleaux ;
- Kopli tn 118 - Dépôt de tramway Kopli ;
- Kopliranna tn 49 - Port de Bekker;
- Vasara tn 18 – École maternelle Maasikas ;
- Treiali tn 6 – Église Saint-Nicolas[13];
- Kopliranna 49 – Port de Meeruse;
- Süsta tänav 15 – Port des gardes-frontières (et)

## Transports
L'accès est très facile grâce aux lignes de tramway qui traversent le quartier en longueur (remontant toute la rue Kopli tänav) ainsi que les bus et trolleybus qui font le lien avec les quartiers plus à l'ouest.
Les bus des lignes n°32 (jusqu'à l'arrêt Kopli), n°33 (jusqu'à l'arrêt Maleva), n°72 (jusqu'à l'arrêt Kopli), ainsi que les lignes n°1 et n°2 de tramway circulent dans tout le territoire du quartier.
Au dernier arrêt du tramway se trouve un dépôt de tramway.

## Galerie

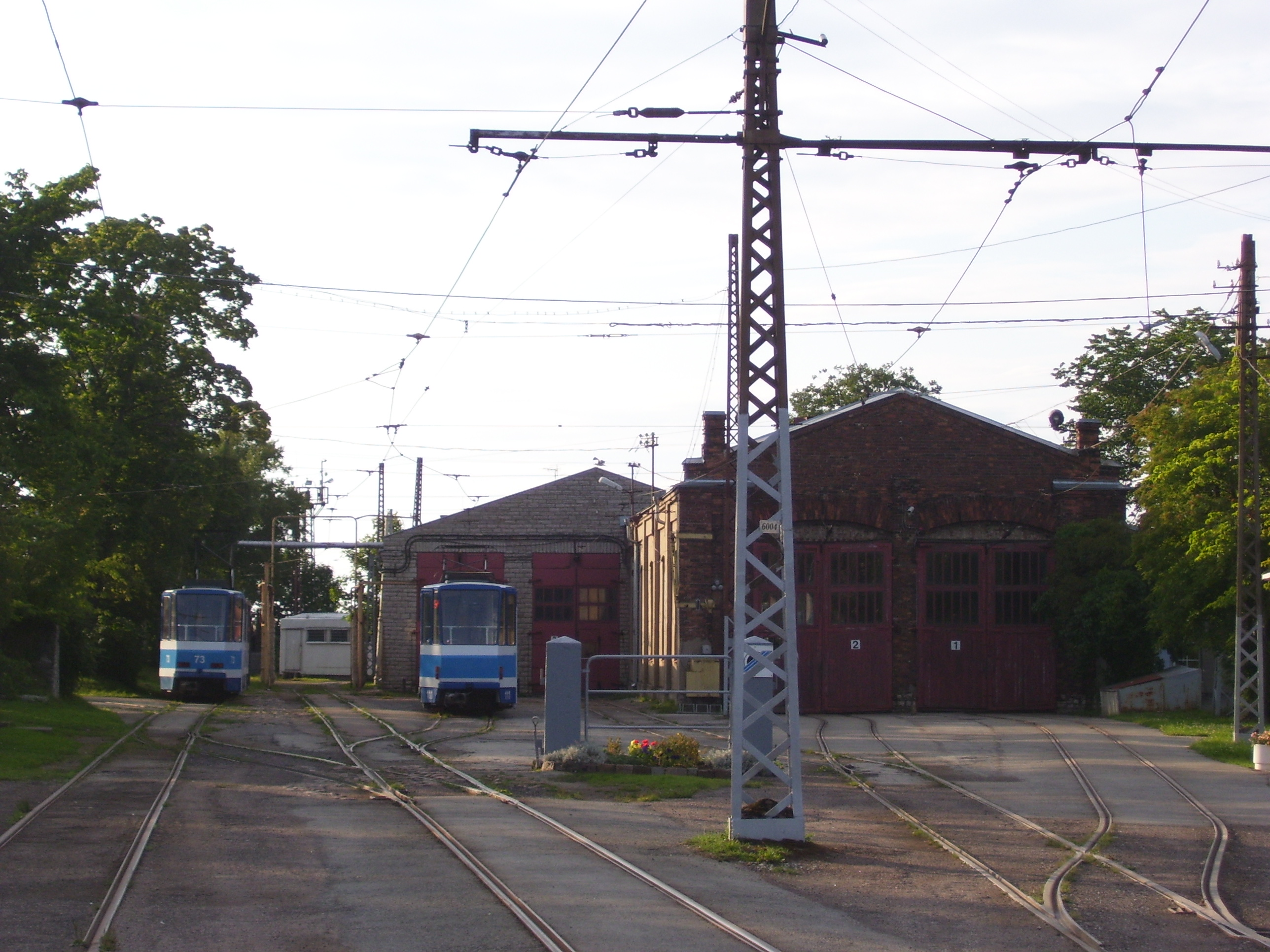
Dépôt de tram à Kopli.
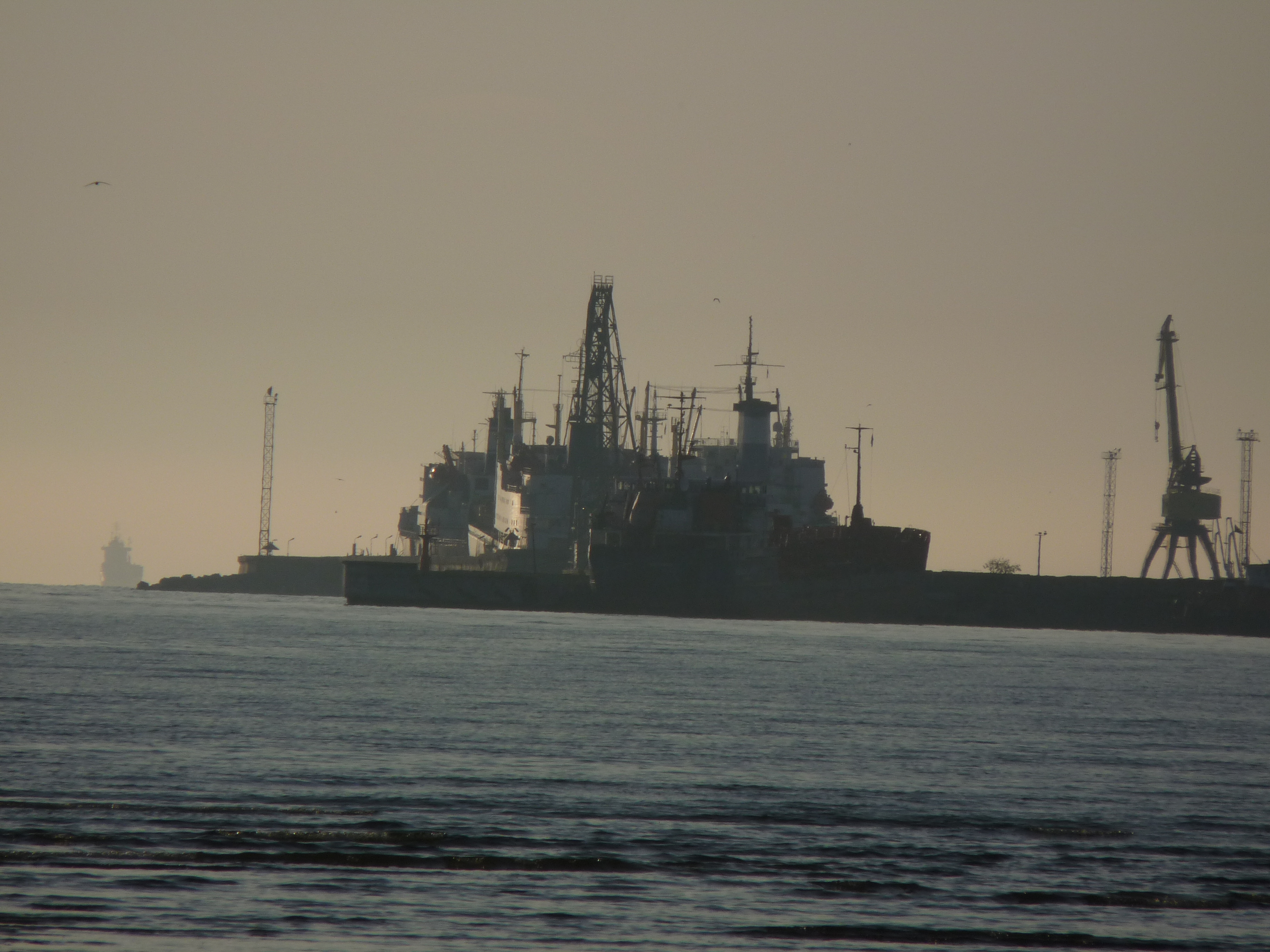
Port de Bekker vu de Pelguranna.
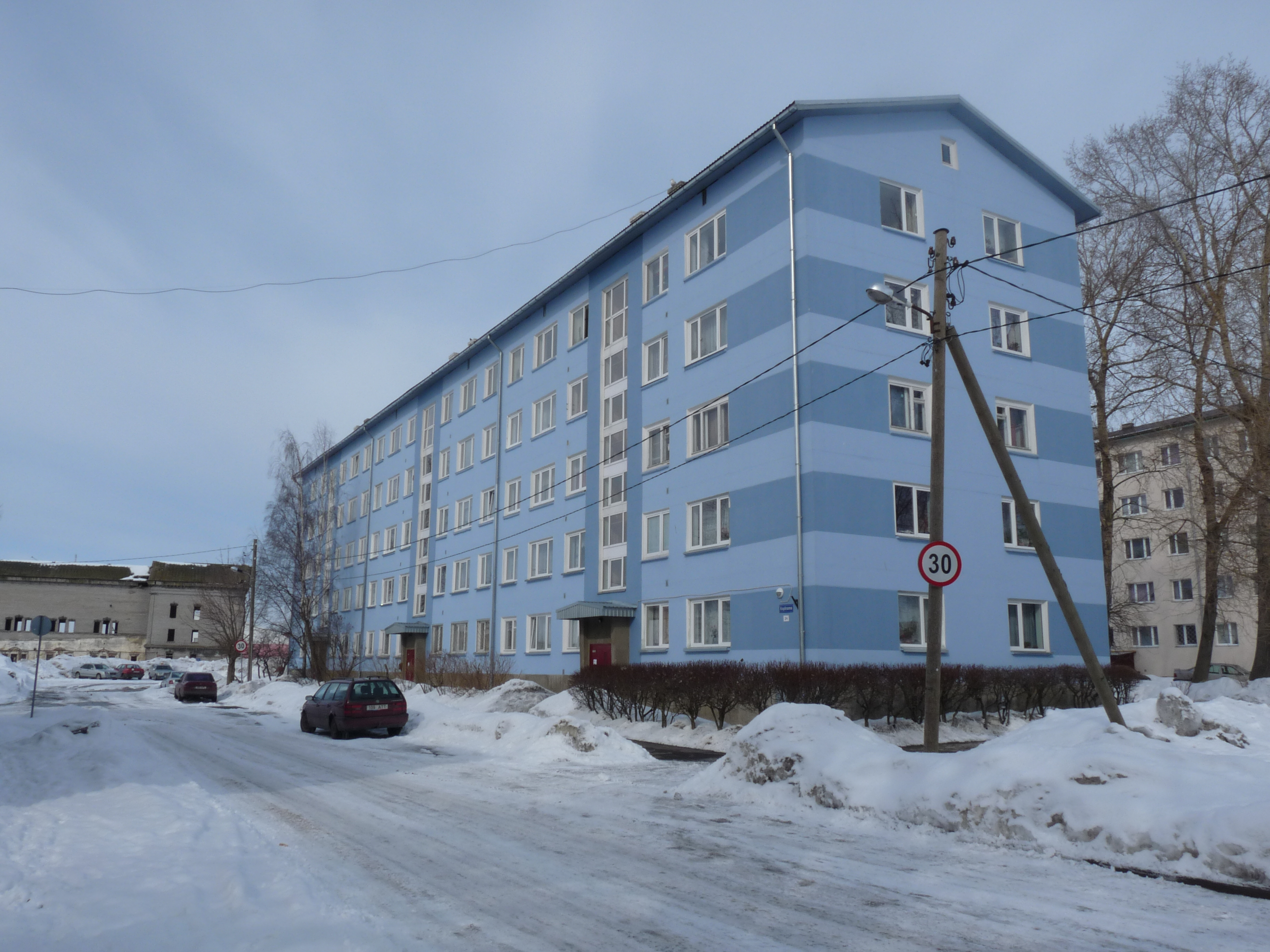
Nouveaux immeubles résidentiels.
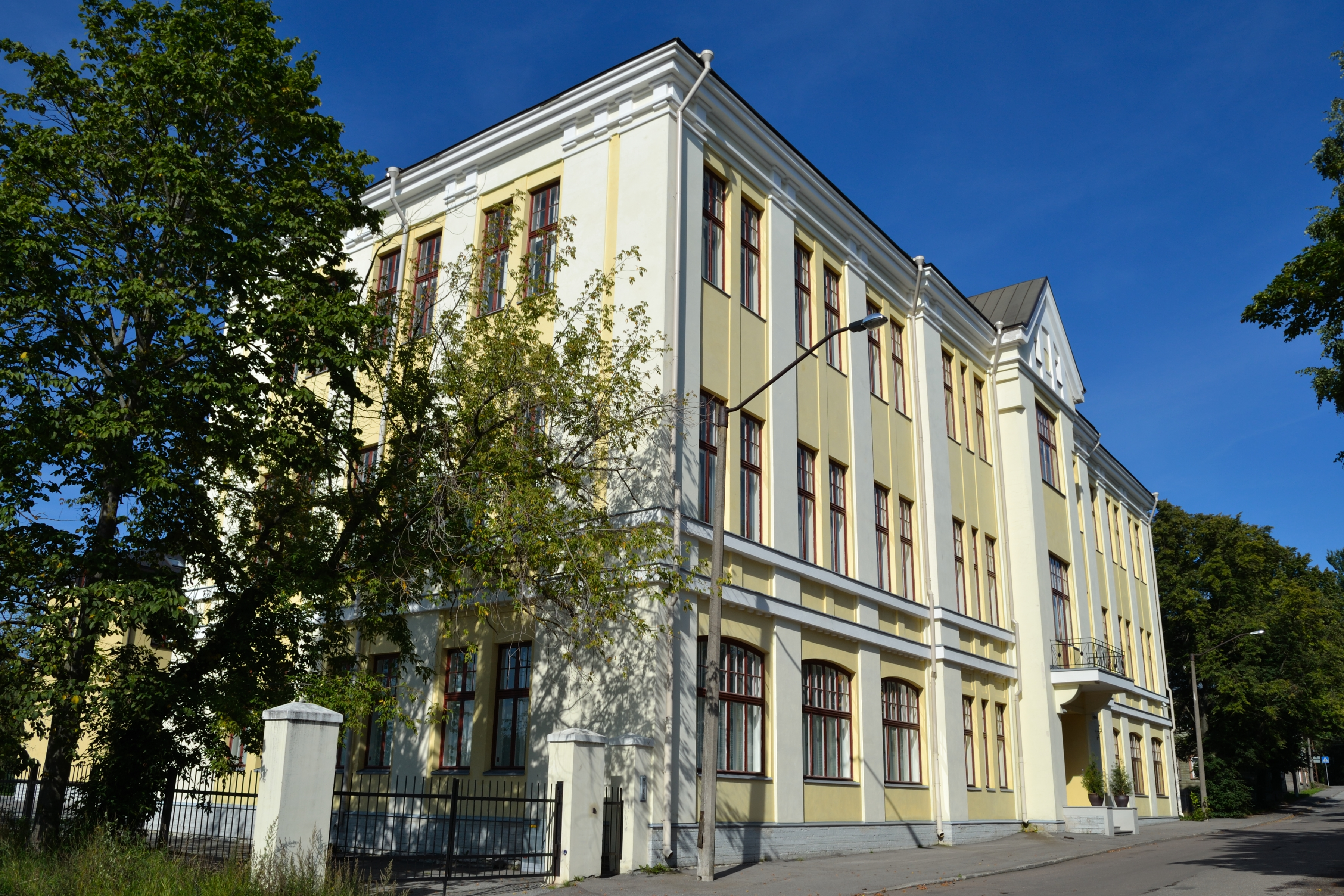
Bâtiment administratif de l'usine Becker
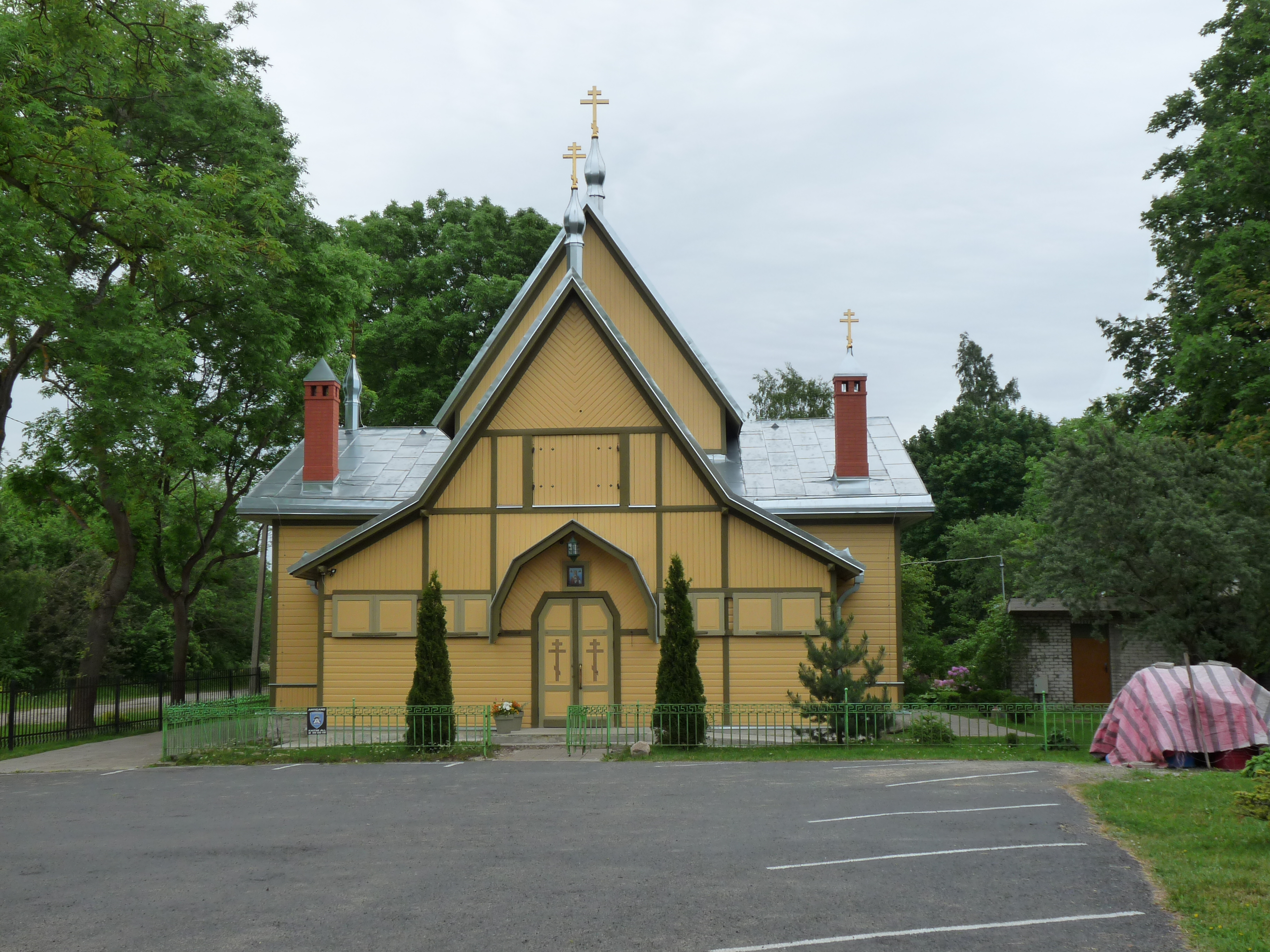
Église Saint-Nicolas.
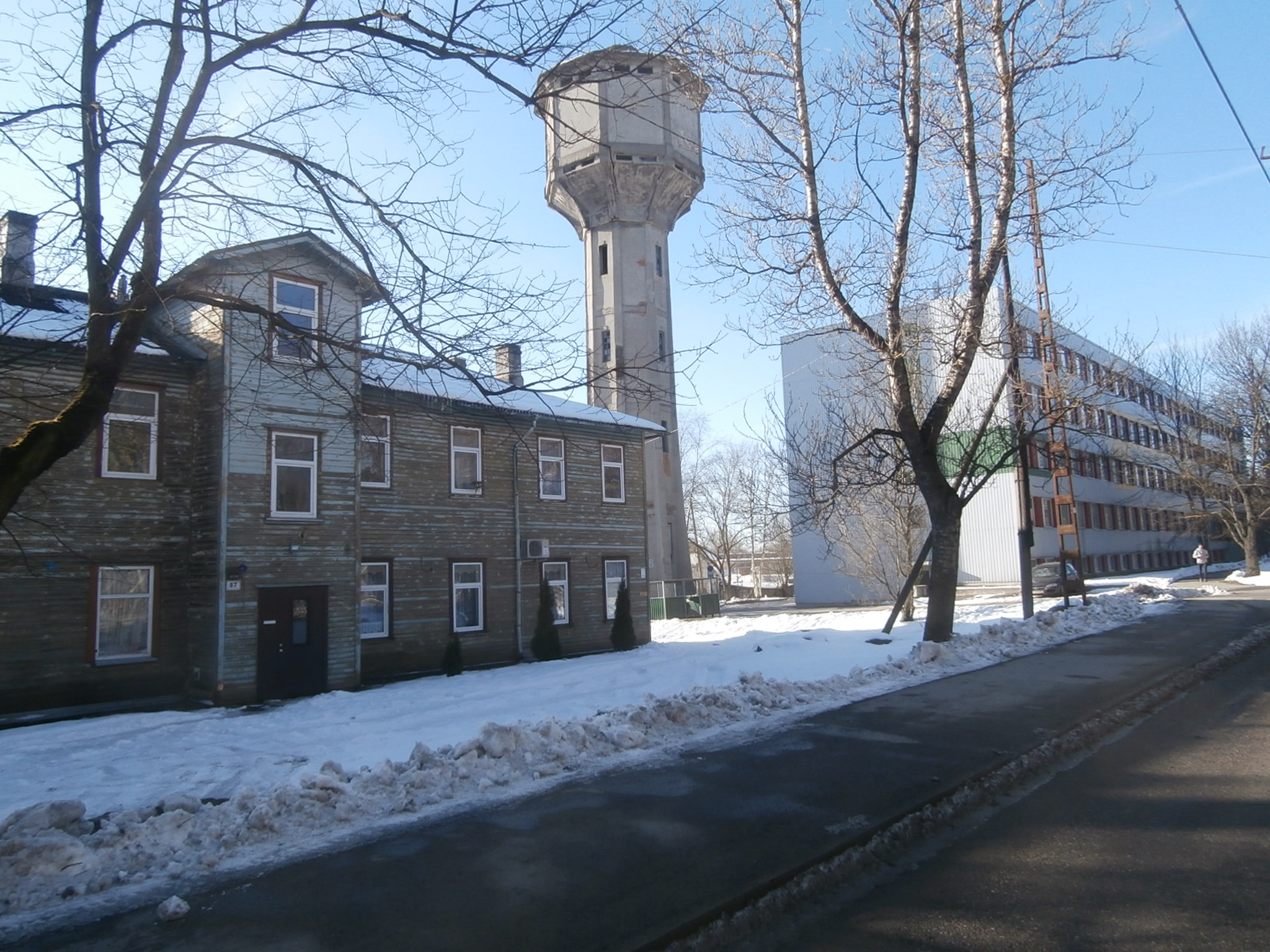
Château d'eau de l'usine Becker.
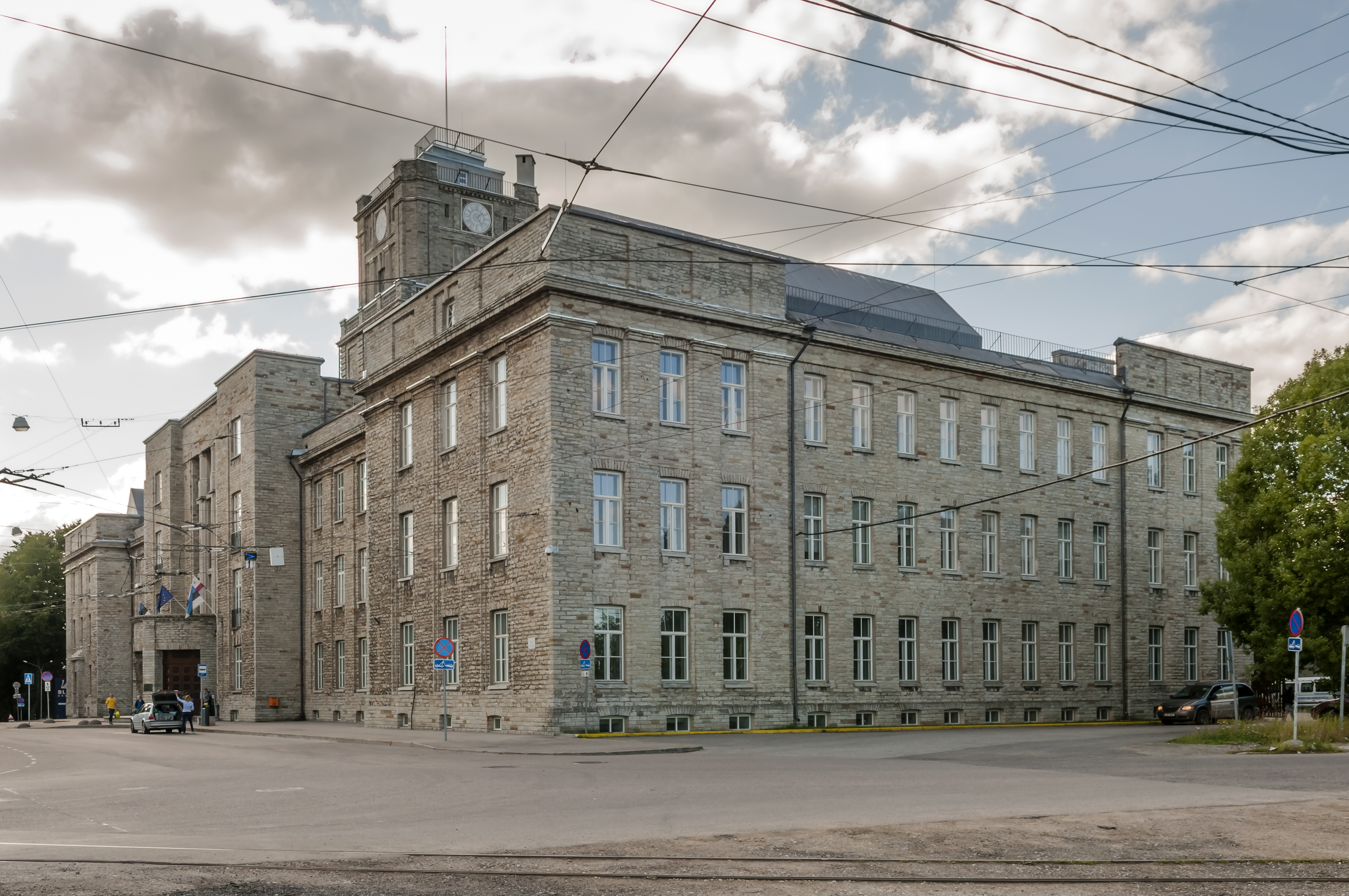
Académie maritime estonienne.
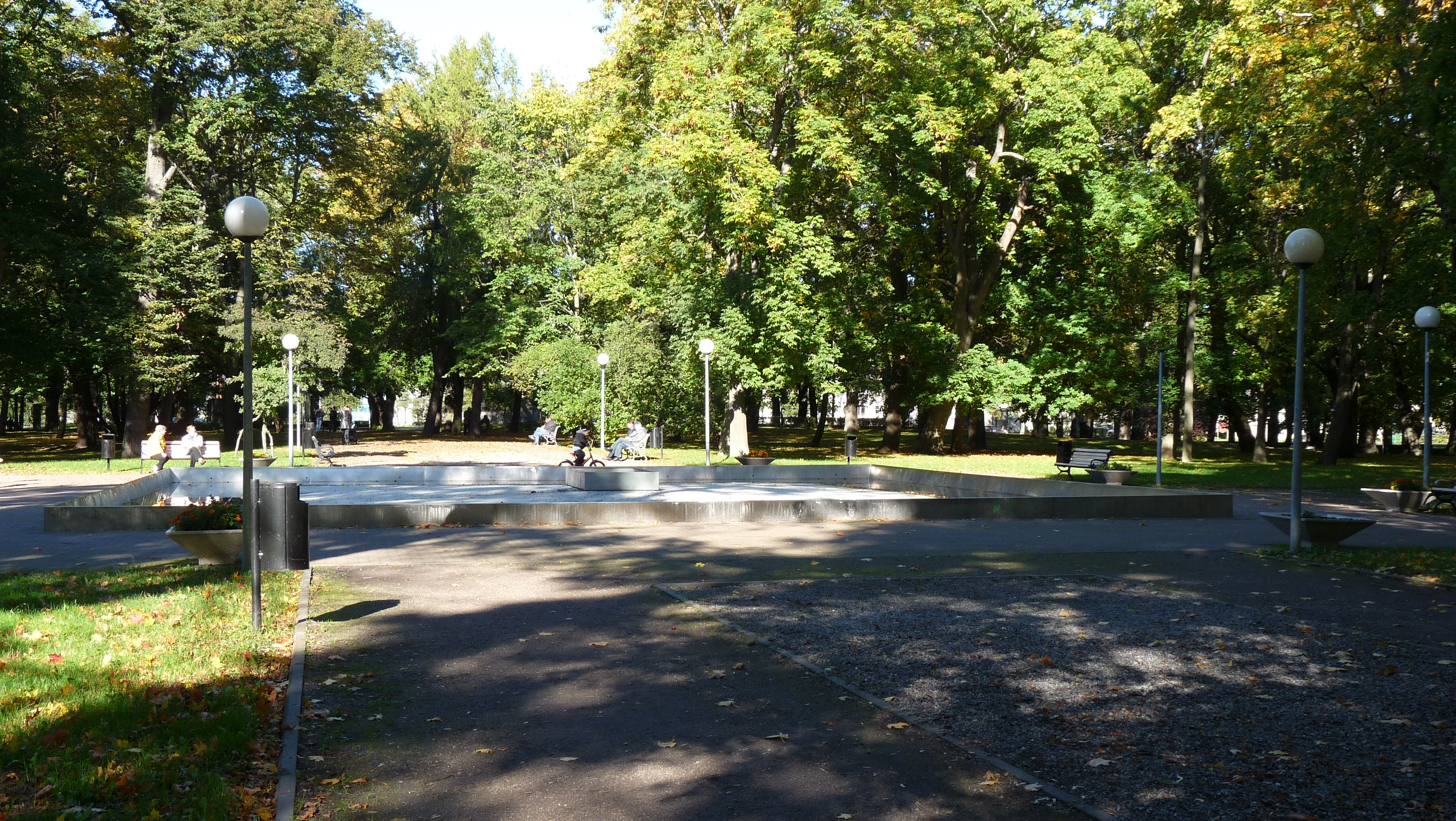
Parc de Kopli.
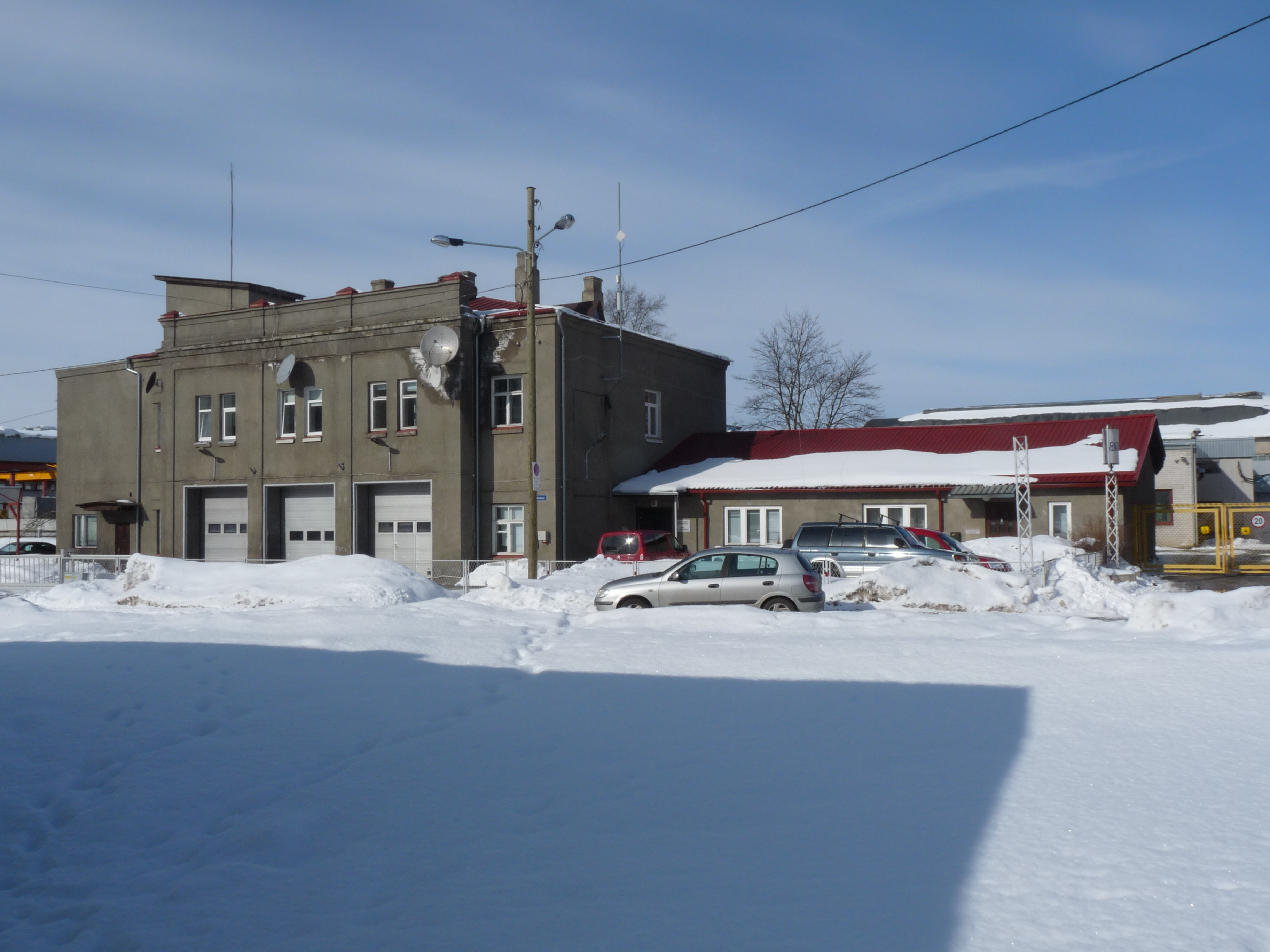
Caserne de pompiers.
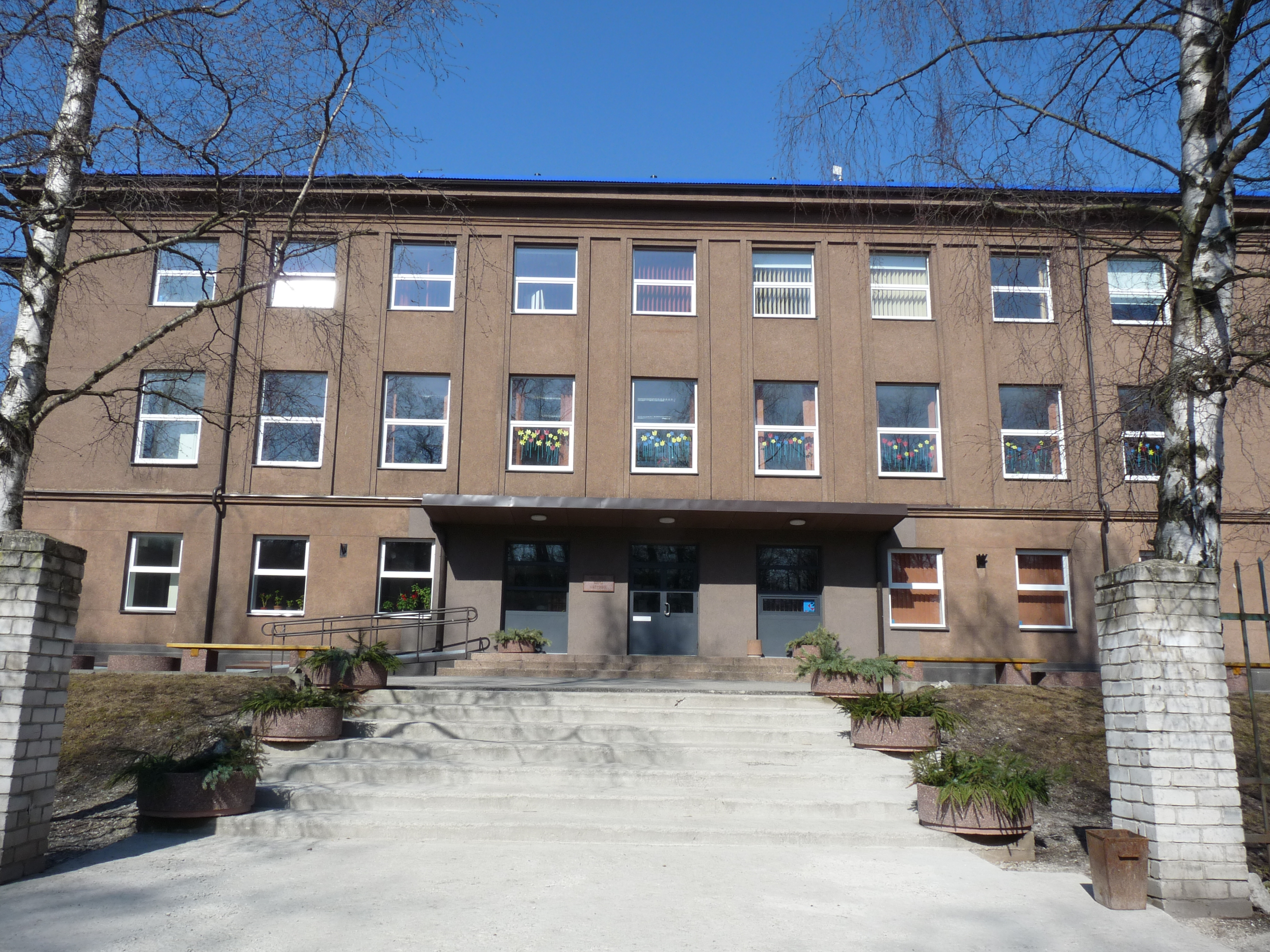
École professionnelle.